# Sekundogenitur
Die Sekundogenitur (von lateinisch secundus „folgend, zweiter“, und genitus „geboren“) ist eine Ordnung der Erbfolge, die sich auf einen Zweitgeborenen oder einen weiteren Nachgeborenen (Agnaten) eines adeligen Hauses sowie deren Nachfahren bezieht – im Unterschied zur Primogenitur, die oft mit Erstgeburtsrechten oder Erstgeburtstiteln verbunden war. Die so begründeten Besitzungen von Nebenlinien (bisweilen auch „Sekundogeniturlinien“ genannt) werden umgangssprachlich manchmal ebenfalls als Sekundogenitur bezeichnet. Es handelt sich dabei um Vermögensmassen, die nicht dem allgemeinen Erbrecht, sondern besonderen Nachfolgeregeln unterlagen. Damit unterscheidet sich eine Erbfolge „in Sekundogenitur“ von derjenigen eines gewöhnlichen Grundbesitzes im Rahmen einer letztwilligen oder vertraglichen Realteilung.

## Grundherrschaften ohne Landeshoheit
Grundherrschaften des „Niederen Adels“ unterlagen nur als Allode dem freien Testierrecht oder Teilungsrecht, als Lehen hingegen dem Lehnsrecht, das die Lehnsnachfolge regelte und mindestens die Zustimmung des Lehnsherrn erforderte, da dieser die Lehnsnachfolge jeweils zu bestätigen hatte; Mitbelehnungen Verwandter, die oft nicht selbst den Besitz ausübten, sondern nur als Reserve-Lehnsträger fungierten, waren allgemein üblich, um die Grundherrschaft der Familie zu erhalten. Waren mehrere Lehen vorhanden, so war eine Aufteilung auch auf jüngere Söhne üblich und meist mit Zustimmung des Lehnsherrn auch möglich. In diesem Zusammenhang wird aber selten von Sekundogenitur gesprochen.
Später wurden diese Grundsätze bei den Fideikomissen durch ausdrückliche Erbfolgeregelungen festgeschrieben, die meist die Primogenitur vorsahen, manchmal mit Auflagen. Ähnliches gilt für das Majorat. Waren mehrere Majorate vorhanden, wurden die der jüngeren Linien, insbesondere in Österreich-Ungarn oder Schlesien, öfters als „Sekundogenituren“ bezeichnet.

## Territorien mit Landeshoheit
Bei Territorien mit eigener Landeshoheit (des „Hohen Adels“) konnte entweder eine Landesteilung erfolgen oder eine gemeinschaftlich ausgeübte Herrschaft in einem Kondominium; sofern dem Zweitgeborenen lediglich Grundbesitz und untergeordnete Hoheitsrechte, also „Land und Leute“, aber ohne volle Landeshoheit, zugeteilt wurden, ist das ein „Paragium“ (Plural: Paragien). Im Unterschied dazu wird eine Abfindung nichtregierender Agnaten mit Landbesitz ohne Hoheitsrechte oder mit Einkünften aus Liegenschaften oder Geldzahlungen als Apanage bezeichnet.
Die Erbrechte im Hochadel regelten sich nach den Hausgesetzen. Diese entschieden darüber, ob für die primogenen Hoheitsrechte die Geburtsreihenfolge eingehalten werden konnte oder nicht. Über die konkreten Gegenstände der Vererbung an Nachgeborene entschieden aber meist Testamente oder Erbverträge. Diese führten bisweilen auch zu Unklarheiten und Streit, etwa als Johann Georg I. von Sachsen in seinem Testament von 1652 das Kurfürstentum Sachsen an seinen ältesten Sohn (primogen) vererbte und seinen jüngeren Söhnen bestimmte Gebiete als „Sekundogenitur-Fürstentümer“ zuteilte: Sachsen-Weißenfels, Sachsen-Merseburg und Sachsen-Zeitz. Reichsrechtlich blieben sie Bestandteile des Herzogtums und Kurfürstentums Sachsen (eines Fahnlehens des Reiches) und erhielten weder Sitz noch Stimme im Reichsfürstenrat des Reichstags, wurden also nicht reichsunmittelbar, sondern blieben Bestandteile eines reichsunmittelbaren Territoriums. Ihre konkreten Hoheitsrechte und Grenzen waren aber ungenau festgelegt und wurden erst 1657 in einem „Freundbrüderlichen Hauptvergleich“ sowie 1663 einem weiteren Vergleich geregelt. Dabei gelang es den Jüngeren, Teilerfolge hinsichtlich ihrer Souveränitätsbestrebungen zu erzielen, die über übliche Paragien hinausgingen.
Sekundogenitur-Territorien waren bisweilen auch solche, die nicht aus der Erbmasse der Eltern gebildet wurden, sondern aus anderen Erbgängen oder Mitgiften der Jüngeren herrührten. Sofern Landesteilungen stattfanden oder Paragien vergeben wurden, wurde oft darauf geachtet, dass den betreffenden (jüngeren) Söhnen regionale Ämter zugeteilt wurden, die ihnen ungefähr gleiche Einkünfte garantierten; dabei wurde weniger Wert darauf gelegt, dass zusammenhängende Gebilde entstanden. Daraus erklärt sich die oft „flickenteppichartige“ Streuung von Gebieten, die sich in einer Hand befanden.
Ein Sonderfall war die Toskana nach dem Tod Franz Stephans. Die Toskana, die zu seinem persönlichen Herrschaftsbereich gehörte und nicht zur Habsburgermonarchie, die seiner Ehefrau Maria Theresia unterstand, vererbte er nicht seinem Erstgeborenen Joseph, der die Erbschaft der Mutter antrat, sondern seinem Zweitgeborenen Leopold. Hier kam es nicht zu einer Teilung einer Vermögensmasse, sondern zum unterschiedlichen Erbgang in zwei verschiedenen Vermögensmassen, die familiär verbunden blieben.
Sekundogenitur-Territorien mit ganz unterschiedlichem Souveränitätsstatus waren beispielsweise:
- Sachsen-Weißenfels – erweitertes Paragium, blieb Bestandteil des reichsunmittelbaren Herzogtums/Kurfürstentums Sachsen
- Sachsen-Zeitz – erweitertes Paragium, blieb Bestandteil des reichsunmittelbaren Herzogtums/Kurfürstentums Sachsen
- Sachsen-Merseburg – erweitertes Paragium, blieb Bestandteil des reichsunmittelbaren Herzogtums/Kurfürstentums Sachsen
- Hessen-Homburg – reichsunmittelbares Territorium
- Hanau-Münzenberg-Schwarzenfels – Streitfall zwischen Paragium und vergeblich angestrebter Landesteilung
- Habsburg-Toskana – reichsunmittelbares Territorium in Reichsitalien
- Habsburg-Laufenburg – aus mehreren reichsunmittelbaren Territorien gebildet
- Österreich-Este (Habsburg) – durch Heirat erworbenes reichsunmittelbares Territorium in Reichsitalien
- Württemberg-Mömpelgard – reichsunmittelbares Territorium
- Reuß-Köstritz – Paragium
- Markgrafschaft Brandenburg-Küstrin – Paragium
- Nassau-Siegen – reichsunmittelbares Sekundogenitur-Territorium, ab 1648 Kondominium mehrerer Verwandter
- Bourbon-Parma – reichsunmittelbares Territorium in Reichsitalien
- Bourbon-Sizilien – souveränes Königreich beider Sizilien, vormals Königreich Sizilien und Königreich Neapel – politisch oft abhängig von der Krone Spaniens, mehrfach auf dem Erbweg an diese gefallen und dann an Zweitgeborene vergeben
- Armenien unter römischer Oberhoheit im 1. Jahrhundert n. Chr. mit parthischer Sekundogenitur nach dem Abkommen von Rhandeia 63. n. Chr.[2]